# ناتالیا شلیاپینا
ناتالیا شلیاپینا (انگلیسی: Natalia Shlyapina؛ زادهٔ ۱۳ ژوئیهٔ ۱۹۸۳) بازیکن فوتبال اهل روسیه است.
از باشگاه‌هایی که در آن بازی کرده‌است می‌توان به باشگاه فوتبال نیکا مسکو اشاره کرد.
وی همچنین در تیم ملی فوتبال زنان روسیه بازی کرده‌است.